# Cemophora coccinea
Cemophora coccinea är en ormart som beskrevs av Blumenbach 1788. Cemophora coccinea är ensam i släktet Cemophora som ingår i familjen snokar. IUCN kategoriserar arten globalt som livskraftig.
Arten är med en längd mindre än 75 cm liten. Den förekommer i sydöstra USA och gömmer sig ofta i det översta jordlagret eller under lös bark. Individerna jagar ödlor och andra små ormar. Äggen är långsmala. Ormen har ett påfallande mönster med svarta, vita och röda avsnitt.

## Underarter
Arten delas in i följande underarter:
- C. c. coccinea
- C. c. copei
- C. c. lineri